# Animal Show with Stinky and Jake
Animal Show with Stinky and Jake (en español El Show de los Animales con Apestoso y Jake) es una serie de televisión infantil con títeres de The Jim Henson Company que se emitió el 3 de octubre de 1994 hasta el 28 de junio de 1998. Originalmente las dos primeras temporadas de la serie se estrenaron como parte del programa The Fox Cubhouse. Posteriormente la serie se trasladó a Animal Planet y su tercera temporada se lanzó en 1998.

## Sinopsis
La mofeta Apestoso y el oso polar Jake conducen un programa de entrevistas en el que conversan con dos especies diferentes de animales en cada programa. Hay algunos episodios en los que solo entrevistan a un animal. Los invitados hablan sobre su especie, mientras se reproducen videoclips de animales reales pertenecientes a la especie en cuestión.

## Reparto y personajes
La siguiente lista contiene la información de los personajes principales. Son los conductores del programa que aparecen en la mayoría de los episodios.
| Titiritero | Personaje                    | Actor de doblaje  | Actor de doblaje |
| --- | ---------------------------- | ----------------- | ---------------- |
| Dave Goelz | Stinky la Mofeta             | Carlos Íñigo      | Lluís Marrasé    |
| Stinky (Apestoso en español) es el conductor del show. Siempre hace preguntas ridículas. |                              |                   |                  |
| Steve Whitmire | Jake el Oso polar            | José Luis Orozco  | —                |
| Steve Whitmire | Jake el Oso polar            | Alejandro Mayén   | —                |
| El copresentador del show. Siempre hace preguntas inteligentes. |                              |                   |                  |
| Bill Barretta | Armstrong el Gavilán pollero | Alejandro Villeli | Joaquín Gómez    |
| Armstrong (Armando en Hispanoamérica) es el experto en aves del show. Fue emparejado con Ollie la Tapir en la primera temporada y formó pareja con Bunnie la Osa en la segunda y tercera temporada. Armstrong suele ser el hombre heterosexual/víctima en estos dúos.                          |                              |                   |                  |
| Karen Prell | Ollie la Tapir               | Rocío Garcel      | Esperanza Gracia |
| Ollie (Olivia en Hispanoamérica) es una tapir entusiasta de voz nasal que formó pareja con Armstrong en la primera temporada. También sería la que traería a algún animal invitado que necesitara ayuda (especialmente insectos). Ollie la Tapir desapareció al final de la primera temporada. |                              |                   |                  |
| Mak Wilson (Temporada 1) | Yves St. La Cucaracha        | Humberto Vélez    | Ferrán Calvo     |
| John Eccleston (Temporadas 2 y 3) | Yves St. La Cucaracha        | Humberto Vélez    | Ferrán Calvo     |
| Yves St. (Pierre, La Cucaracha en Hispanoamérica) es quien conduce la sección humorística del show dedicado a la cocina. |                              |                   |                  |
| Karen Prell (Temporada 1) | Tizzie la Abeja              | Cony Madera       | —                |
| Louise Gold (Temporada 2) | Tizzie la Abeja              | Cony Madera       | —                |
| Es un muñeco animado por computadora que aparecía para hacerles a Stinky y Jake algunas preguntas relacionadas con los animales. Posteriormente Tizzy fue retirada del show antes de la tercera temporada.                                                                                     |                              |                   |                  |
| Louise Gold | Bunnie la Osa                | Laura Torres      | —                |
| La prima de Jake. Apareció en la segunda temporada en reemplazo de Ollie la Tapir ya que esta fue retirada durante la producción del show. Bunnie la Osa traía a cualquier animal invitado que necesitara ayuda (especialmente insectos) al igual que lo hacía Ollie.                          |                              |                   |                  |
| Louise Gold | Rhonda la Rata               | Rebeca Manríquez  | —                |
| Una reportera roedor que se unió al show en la tercera temporada. A menudo les hace preguntas relacionadas con alguna especie a los invitados detrás de cámara. Cuando Rhonda se molesta con el animal, hace que lo envíen por la trampilla.                                                   |                              |                   |                  |
| Bill Barretta | Dullard el Cerdo hormiguero  | —                 | —                |
| Un oso hormiguero que trabaja como operador de cámara de Rhonda. Su marioneta diseñada y construida por Jean-Guy White se utilizó anteriormente para Arlene la Cerda hormiguera. |                              |                   |                  |

## Otros personajes
- Titiritero: Dave Goelz
Títere: Margaret la Cigüeña

- Titiritero: Steve Whitmire
Títeres: Lawrence el Orangután, y Wingo el Picozapato.

- Titiritero: Bill Barretta
Títeres: Bart el Coyote, Bubba la Morsa, Bufo el Sapo, Charlie la Gamuza, Cornelius el Cangrejo, Custer el Bisonte, D'kembe la Gacela órice, Dave el Humano, Eugene el Perro de caza, Frankie el Cocodrilo, Frankie el Ñu, Gabi la Monstruo de Gila, Galahad el Ratón saltamontes, Guffrey el Buitre, Humphrey el Tejón, Jared el Tigre, Johnny el Lobo, Julius la Espátula, Kyle el Pájaro secretario, Lamont el Perezoso, Larry el Pez, Lazlo la Hiena, Lenny el Gorila, Malcolm el León, Max la Avispa, Mel el Lémur, Milton el Piquero patiazul, Nemets la Hormiga, Octavio el Pulpo, Paul el Pelícano, Quincy la Ardilla voladora, Randall la Cebra, Rocky el Borrego cimarrón, Rudy el Correcaminos, Rudy la Araña, Slick el León marino, Sly el Cocodrilo, Stanley el Ratón, Timothy el Búho, Tommy la Gacela de Thomson, Travis el Búfalo africano, Vernon el Oso grizzly.

- Titiritero: John Eccleston
Títeres: Andrew la Ballena jorobada, Andrew el Reno, Barry la Abeja melífera, Cody el Mono colobo, Ernie la Mangosta, Harvey el Colibrí, Hector el Mono Araña, Jackie el Orangután, Jasper el Jaguar, Melanie la Visón, Monty el Elefante marino, Morely el Topo, Morris la Hormiga, Nico Iguana marina, Perry el Caballo salvaje, Ralph el Alce, Warren el Jabalí, Winston el Pájaro carpintero, Yorick el Salmón, Zack el Zorro ártico.

- Titiritero: Louise Gold
Títeres: Alana la Babuino, Alicia el Caracol, Alicia la Conejo de los volcanes, Doreen el Camello, Gilda la Gorila, Hortense el Cálao, Inidra la Ballena, Julie la Flamenco, Kiki la Serpiente de cascabel, Lulu la Potto, Mavis la Rana, Monica la Buey almizclero, Natasha la Tarántula, Phoenicia la Hipopótamo, Stella la Armiño, Trudy el Chimpancé, Vic el Lagarto monitor, Virginia la Zorra roja, Winnie la Avispa.

- Titiritero: Frank Oz
Títere: Sam el Águila

- Titiritero: Karen Prell
Títeres: Alexis la Jirafa, Arlene la Cerda hormiguera, Bernice el Jabalí, Blanche el Manatí, Charlotte el Pingüino, Hetty el Erizo, Hillary la Búho, Kasey la Canguro, Leah el Murciélago de la fruta, Lydia la Avestruz, Rhonda la Mapache.

- Titiritero: Mike Quinn
Títere: Chuck el León

- Titiritero: Katherine Smee
Títeres: Maxine la Elefante india, Molly la Albatros, Pearl la Pika, Penelope la Tortuga de patas amarillas, Priscilla la Zarigüeya de miel, Sandy la Nutria gigante, Sasha la Tigre siberiana.

- Titiritero: Mak Wilson
Títeres: Achilles el Tiburón, Billy Bob el Lémur, Bosko el Babuino, Chauncey la Tortuga marina, Chaz el Camaleón, Clive el Kiwi, Cool la Rata canguro, Dooley el Armadillo, Flora el Koala, Fluke el Delfín, Harry el Rinoceronte, Leapovitch la Rana, Morton el Castor, Nippy el Escarabajo tigre, Plunk la Nutria de mar, Ringo el Elefante, Robert el Ciervo rojo, Sean el Conejo, Swifty el Guepardo, Victor la Serpiente de cascabel.

## Episodios
La primera temporada consta de 26 episodios, la segunda temporada de 13 y la tercera temporada de 26.

### Primera temporada (1994)
1- El guepardo y la gacela. 
2- El delfín y el murciélago de la fruta.
3- El koala y el avestruz.
4- El cocodrilo y el armadillo.
5- El oso hormiguero y el camaleón.
6- El elefante y el perro de caza africano.
7- El león y la cebra.
8- La serpiente de cascabel y la mofeta.
9- El ñu y la tortuga.
10- El tiburón y el león marino. 
11- El rinoceronte y el gorila.
12- La nutria marina y el buitre. 
13- El búho y el pulpo. 
14- El pingüino y el kiwi - Stinky decide enseñar a volar a los invitados que no pueden volar.
15- La jirafa y el perezoso - Stinky evita que los invitados se coman a su amigo el Sr. Tree (un árbol en maceta) alegando que los invitados dañan los árboles.
16- El tigre y el escarabajo tigre.
17- El mapache y el oso polar.
18- El castor y la araña.
19- El lobo y el babuino.
20- El canguro y la rana.
21- La morsa y el jabalí.
22- El oso grizzly y el erizo.
23- El monstruo de Gila y la rata canguro.
24- El borrego cimarrón y el ciervo rojo.

### Segunda temporada (1995)
1- El chimpancé y la hiena. 

### Tercera temporada (1998)
1- El tigre siberiano y el reno.